# MP 40
MP 38 și MP 40 (MP, din germană Maschinenpistole) au fost pistoale-mitralieră dezvoltate în Germania Nazistă și utilizate pe scară largă de către Fallschirmjäger (parașutiști) și alte trupe în timpul celui de-Al Doilea Război Mondial. Ambele arme au fost de multe ori numite în mod eronat Schmeisser, în ciuda faptului că Hugo Schmeisser nu s-a implicat în proiectarea și producția lor.

## Utilizatori
- Germania
- România
- Regatul Ungariei
- Iugoslavia
- Republica Socială Italiană
- Vietnamul de Nord
- Bulgaria
- Norvegia
- Iran
- Israel
- Turcia
- Regatul Unit
- Indonezia
- Grecia
- Austria
- Danemarca
- Arabia Saudită
- Țările de Jos
- Mozambic
- Polonia
- Spania
- Germania de Vest
- Malaysia
- Guinea-Bissau
- Angola
- Algeria
- Franța
- Belgia
- Cehoslovacia
- Egipt